# Lindfield, New South Wales
Lindfield este o suburbie în Sydney, Australia.